# Matías García
Matías Sebastian García (Mendoza, Argentina, 16 de enero de 1983) es un ex-futbolista argentino. Se desempañaba como enganche y su último club fue Andes Talleres del Torneo Regional Federal Amateur.

## Clubes
| Club                                   | País      | Año         | PJ | Goles |
| -------------------------------------- | --------- | ----------- | -- | ----- |
| Atlético Tucumán                       | Argentina | 2004        | 12 | 2     |
| Huracán de Tres Arroyos                | Argentina | 2005        |    |       |
| FK Daugava                             | Letonia   | 2005 - 2006 |    |       |
| Huracán de Tres Arroyos                | Argentina | 2006 - 2007 | 6  | 3     |
| San Martín de San Juan                 | Argentina | 2007 - 2008 | 28 | 1     |
| Monagas                                | Venezuela | 2008        |    |       |
| Atlético Tucumán                       | Argentina | 2008 - 2010 | 17 | 0     |
| Huachipato                             | Chile     | 2010        | 18 | 2     |
| Ferro Carril Oeste                     | Argentina | 2011        | 17 | 2     |
| Gimnasia y E. (Concepción del Uruguay) | Argentina | 2011        |    |       |
| Santamarina de Tandil                  | Argentina | 2012        |    |       |
| Boca Unidos de Corrientes              | Argentina | 2012 - 2013 | 28 | 2     |
| Guabirá                                | Bolivia   | 2013 - 2014 | 32 | 4     |
| Oriente Petrolero                      | Bolivia   | 2014 - 2014 | 12 | 1     |
| Central Córdoba                        | Argentina | 2015        | 16 | 0     |
| Independiente Rivadavia                | Argentina | 2016 - 2017 | 2  | 0     |
| Atlético Argentino                     | Argentina | 2018        | 25 | 3     |
| Deportivo Maipú                        | Argentina | 2018        | 5  | 0     |
| Andes Talleres                         | Argentina | 2019        | 7  | 1     |

## Palmarés

### Campeonatos nacionales
| Título             | Club             | País      | Año     |
| ------------------ | ---------------- | --------- | ------- |
| Primera B Nacional | Atlético Tucumán | Argentina | 2008/09 |